# Blathmac mac Máele Coba
Blathmac mac Máele Coba (zm. 670 r.) – król Ulaidu (Ulsteru) z dynastii Dál Fiatach od 647 r. do swej śmierci, syn i następca Máel Coby mac Fíachnai, króla Ulaidu. Dynastia Dál Fiatach panowała nad Ulsterem bez przerw w latach 637-674.
Blathmac objął tron po śmierci ojca z ręki jego brata stryjecznego, Congala Cendfoty w 647 r. Roczniki Ulsteru wspominają pod rokiem 668 bitwę pod Fertais (koło Belfastu) pomiędzy Ulaidem (Dál Fiatach) oraz Cruithni (lub Dál nAraidi). W tejże bitwie został pokonany i zabity ich król, Cathussach (Cathassach) I mac Lurggéne, syn Fiachny II Lurgana. Blathmac zmarł w 670 r. Władza nad Ulsterem przeszła na zabójcę jego ojca, Congala III Cendfoty („Długogłowego”).  

## Potomstwo
Blathmac miał siedmiu synów:
- Meascor
- Rechtabra
- Konstantyn, pierwszy o łacińskim imieniu w rodzinie
- Fland Foirtre
- Dúnchad
- Inrechtach
- Bécc I Bairrche (zm. 718 r.), przyszły król Ulaidu